# Okkaaa
okkaaa（オッカー、1999年11月9日 - ）は、東京を拠点とする、日本のシンガーソングライター。

## 略歴
東京都 江戸川区出身。2017年の高校2年より楽曲制作を開始。2019年２⽉には曲「シティーシティー」がSpotifyのバイラル・チャートにランクインし、2019年7⽉にはSpotifyの新人発掘プロジェクト「Early Noise」のカバーを飾る。Enter Tech Lab主催『CHACCA CHALLEGE』で最優秀賞を獲得。シングル「積乱雲」は2019年のベスト・ミュージックとして数多くのキュレーターからピックアップされ、グラミー賞にノミネートされたプロデューサー/ DJのstarRoなど、日本の最もホットなプロデューサーからの支持を得ている。ミュージック・マガジン 2020年9月号 特集「日本音楽の新世代 2020」 の10組に選出。2020年、Caroline International Japanよりインディーズデビュー。またAWAにて公式ライターを務めている。個展、ライブとして「有機体と枯淡」、「網膜」など。

## リリース

### シングル
| 発売日         | タイトル                         |
| -------------- | -------------------------------- |
| 2017年9月10日  | Lo - Fi                          |
| 2019年1月30日  | シティーシティー                 |
| 2019年3月27日  | subscription                     |
| 2019年4月24日  | Lo - Fi (Newly remix)            |
| 2019年6月5日   | fantasy                          |
| 2019年6月19日  | bubble                           |
| 2019年9月25日  | 積乱雲                           |
| 2019年11月6日  | 界雷都市                         |
| 2019年11月20日 | 想像の遊牧民                     |
| 2019年12月11日 | 印象派の夢                       |
| 2020年5月20日  | awake / asleep                   |
| 2020年9月4日   | 積乱雲(the edits)                |
| 2020年9月16日  | 煌めき                           |
| 2020年11月25日 | 明晰夢                           |
| 2021年5日26    | Heartbeat / okkaaa×ANIMAL HACK   |
| 2021年8月11日  | 熱波                             |
| 2021年9月8日   | Athletic Boy / okkaaa & Akusa    |
| 2021年9月15日  | ヒグラシ                         |
| 2021年10月13日 | Automatic Drive / okkaaa & Akusa |
| 2021年10月27日 | あやとり                         |
| 2022年4月13日  | surfing love / okkaaa, maigoishi |
| 2022年6月15日  | ホットワイン                     |
| 2022年10月26日 | ネガティブ・フレンド             |
| 2022年11月9日  | エスオーエス                     |
| 2023年8月30日  | スコール                         |
| 2023年10月25日 | 愛のデタッチメント               |
| 2024年04月10日 | CALL MY NAME                     |
| 2024年05月22日 | (灰色の)青春                     |

### EP
- 2019年6月26日「okkaaa - EP」
- 2020年3月25日「okkaaa EP pt.II」
- 2020年7月8日「ID20」[3]
- 2023年4月12日「okkaaa EP pt.III」

### アルバム
- 2022年「Voyage」
- 2024年「汽笛モノローグ」

### 参加作品
- 2019年TAKU「デモメロディ(feat.okkaaa)」
- 2020年ANIMAL HACK「DIVE (feat.okkaaa)」
- 2020年LULU「LIQUID (feat.okkaaa)」
- 2020年Yackle「Drive (feat.okkaaa)」
- 2020年PLANET TOKYO & NEWLY「PLANET TOKYO」
- 2020年「惑星東京」
- 2020年Ghost like girlfriend「2020の窓辺から (feat.okkaaa)」[4]
- 2021年Akusa「Athletic Boy」
- 2021年Akusa「Automatic Drive」

## 映像作品

### コンサート
個展、ライブとして「有機体と枯淡」、「網膜」など。

### PV
基本的に自身で監督、編集、プロデュースを行っている。
- 公式Youtubeチャンネル